# Sales, Haute-Savoie
Sales là một xã trong tỉnh Haute-Savoie thuộc vùng Rhône-Alpes đông nam Pháp.

## Geography
The Chéran forms the commune's south-western, then flows (at Rumilly) into the Fier, which forms the commune's north-western border.